# Jochen Asche
Jochen Asche ist ein ehemaliger deutscher Rennrodler, der für den Bobclub Friedrichroda, sowie die BSG Chemie Waltershausen und für die DDR an den Start ging.

## Sport
Asche konnte bei den DDR-Meisterschaften im Rennrodeln 1958, 1959 und 1960 Bronze, Gold und erneut Bronze gewinnen. Seinen ersten internationalen Erfolg feierte er bei den Rennrodel-Weltmeisterschaften 1962 in Krynica-Zdrój, Polen, wo er im Einsitzer die Bronzemedaille gewann. Bei den Olympischen Winterspielen 1964 in Innsbruck war er als Ersatzstarter der gemeinsamen deutschen Mannschaft vorgesehen, kam aber nicht zum Einsatz.